# カファッセ
カファッセ（伊: Cafasse）は、イタリア共和国ピエモンテ州トリノ県にある、人口約3,400人の基礎自治体（コムーネ）。

## 地理

### 位置・広がり

#### 隣接コムーネ
隣接するコムーネは以下の通り。
- バランジェーロ
- フィアーノ
- ジェルマニャーノ
- ランツォ・トリネーゼ
- マーティ
- ヴァッロ・トリネーゼ
- ヴィッラノーヴァ・カナヴェーゼ